# Calvià
Calvià ist eine Gemeinde auf der spanischen Balearen-Insel Mallorca.

## Lage
Die Gemeinde Calvià befindet sich im Westen der Insel Mallorca, in der Region des Pariatge. Sie grenzt im Norden an Estellencs und Puigpunyent, im Osten an Palma, im Westen an Andratx und im Süden ans Mittelmeer.
Eine Reihe von Orten und Urbanisationen gehören zur Gemeinde Calvià. Diese nutzen das gleiche Qualitätssiegel und verfügen über die gleichen Identitätsmerkmale, obwohl jeder dieser Orte über Eigenheiten verfügt, die ihn charakterisieren: Cas Català - Illetes, Bendinat - Portals Nous, Magaluf, Palmanova, Santa Ponça, Peguera, Calvià Vila und es Capdellà.
Die Gemeinde verfügt über einen 54 km langen Küstenstreifen und über ein ausgedehntes Waldgebiet im Inneren. Hier scheint 300 Tage im Jahr die Sonne.
Das Gebiet um Calvià wird gegen die Nordwinde von den Tramuntana-Bergen und von zahlreichen Wäldern, die das ganze Jahr über bewandert werden können, geschützt. Auf den felsigen Küsten wachsen verschiedene einheimische Pflanzenarten, wie etwa die Aleppo-Kiefern. Auf den der Küste vorgelagerten Klippen Banc d’Eivissa und Illot del Toro findet sich eine besondere Eidechsenart, die es nur auf den Balearen gibt.

## Statistik
Die Gemeinde Calvià hat eine Fläche von 144,97 km² und 53.491 Einwohner (Stand: 2024) gegenüber 28.748 Einwohnern (1996). Das entspricht einer Bevölkerungsdichte von 369 Personen pro km². Somit hat Calvià Manacor überholt und ist nun die zweitgrößte Gemeinde der Insel (allerdings ist der Ort Calvià mit weniger als einem Zwanzigstel der Gemeindebevölkerung sehr klein geblieben, während der Großteil der Einwohner Manacors in der Stadt selbst lebt). Im Jahr 2006 betrug der Ausländeranteil 29,4 % (13.312), der Anteil deutscher Einwohner 6,7 % (3.031). Zu dieser Gemeinde gehören über zehn Berge, wobei der Puig de Galatzò mit 1027 m der höchste ist und der Puig d’en Saragossa mit 187 m der niedrigste.
1991 waren noch 43,87 % der Einwohner Mallorquiner, 44,42 % kamen aus anderen spanischen Provinzen und 11,45 % waren Ausländer. Bis 1960 hatte diese Gemeinde nur knapp 3.000 Einwohner. Von diesem Zeitpunkt an stieg die Einwohnerzahl zuerst langsam aber seit den 1970er Jahren steil an.

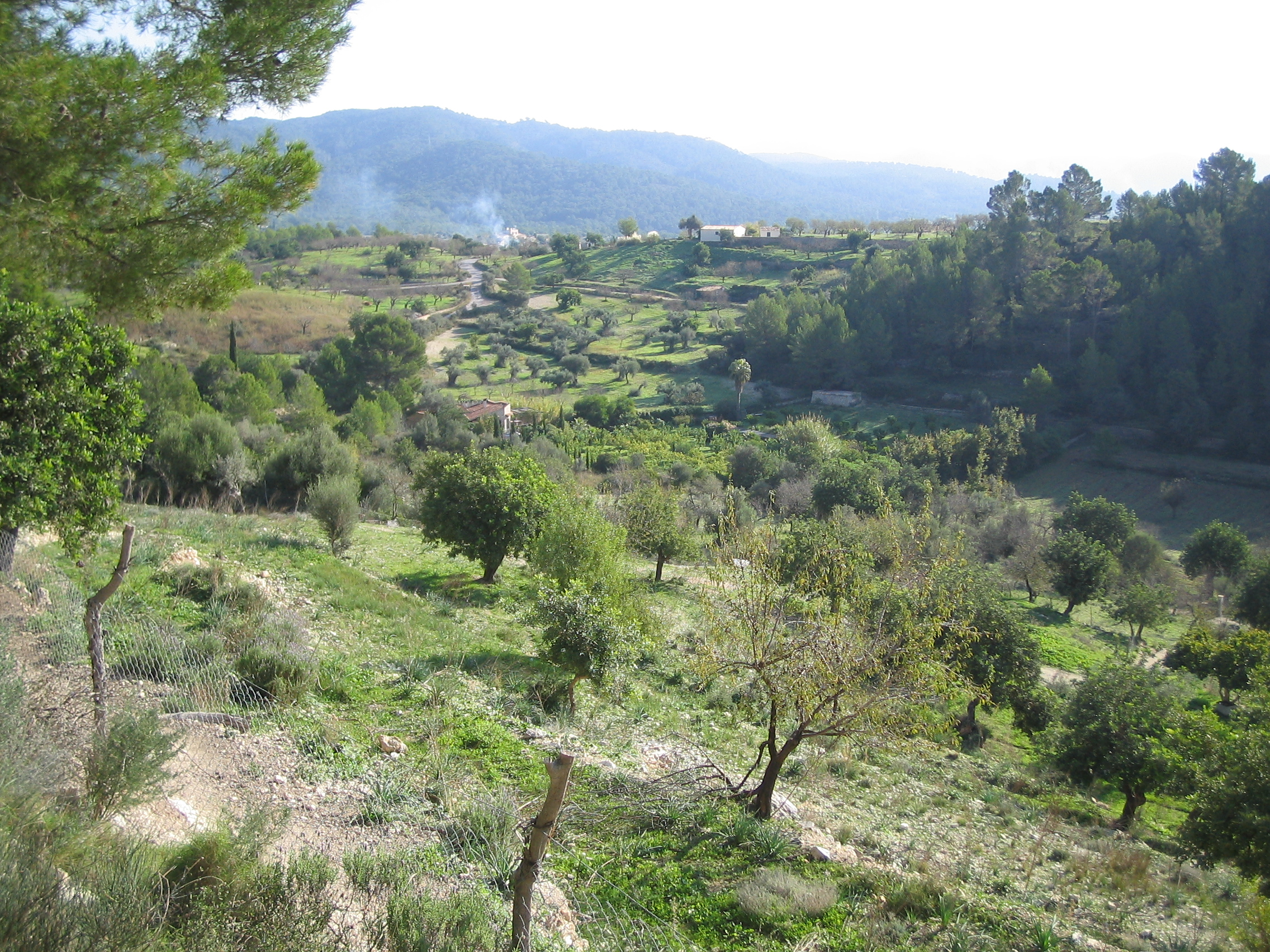
Landschaft bei Calvià

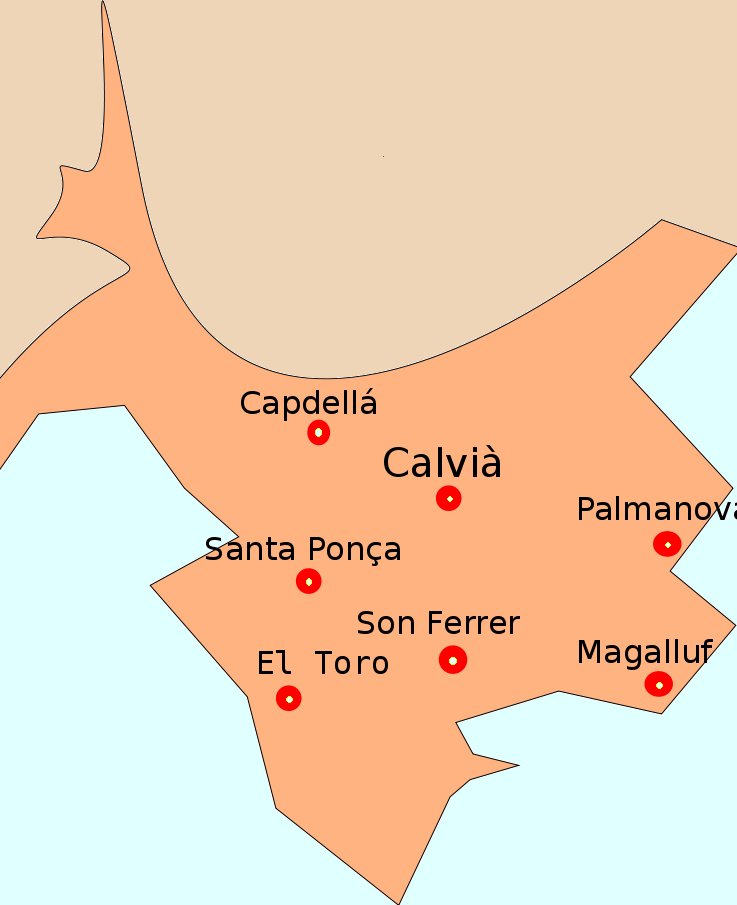
Politische Karte Calvias

### Orte der Gemeinde
Zur Gemeinde Calvià gehören folgende Orte:
- Badia de Palma (754 / 754 Einwohner)
- Calvià (2160 / 2434 Einwohner)
- Cas Català - Ses Illetes (3533 / 3533 Einwohner)
- Bendinat (521 / 521 Einwohner)
- Costa d’en Blanes (2094 / 2094 Einwohner)
- Costa de sa Calma (1623 / 1623 Einwohner)
- El Toro (2321 / 2321 Einwohner)
- Es Capdellà (941 / 1012 Einwohner)
- Galatzò (1567 / 1598 Einwohner)
- Magaluf (4183 / 4192 Einwohner)
- Palmanova (6894 / 6906 Einwohner)
- Peguera (3988 / 3988 Einwohner)
- Portals Nous (2650 / 2650 Einwohner)
- Portals Vells (32 / 32 Einwohner)
- Santa Ponça (10736 / 10736 Einwohner)
- Sa Porrassa (128 / 128 Einwohner)
- Sol de Mallorca (589 / 589 Einwohner)
- Son Ferrer (5665 / 5666 Einwohner)

Die Einwohnerzahlen in Klammern stammen vom 1. Januar 2008. Die erste Zahl gibt dabei die Einwohner der geschlossenen Ortschaften an, die zweite Zahl die Einwohner der Orte einschließlich der hinzu zu rechnenden „verstreut“ lebenden Bevölkerung außerhalb der eigentlichen Siedlungen. (Quelle: INE)

## Geschichte
Die Herkunft des Namens Calvià ist nicht eindeutig geklärt. Einiges deutet darauf hin, dass der Name aus dem lateinischen „caluus calb“ stammt, weil es sich um eine sehr trockene Gegend handelt, die kaum Vegetation aufweist. Eine andere Theorie besagt, dass der Name aus dem römischen stammt, wobei die genaue Herkunft ungewiss ist. Im 12. Jahrhundert wurde Calvià zu einer Gemeinde mit dem ursprünglichen Namen des Heiligen Ihoannes Caviano. Da der Heilige Johannes hier verehrt wurde, kommt auf dem Wappen der Gemeinde ein Lamm vor. Letzteres ist aber nur eine Vermutung.
Die Gemeinde Calvià, zusammen mit Palma, waren die beiden Schwerpunkte bei der Eroberung Mallorcas 1229 durch den König Jaume I., der vor Santa Ponça an Land ging. In Erinnerung an dieses Ereignis wurde ein Kreuz an der Stelle errichtet, wo der Monarch erstmals den Boden berührt hat.

### Prähistorische Zeit
Die ersten Spuren menschlicher Zivilisation in Calvià führen in das Jahr 2000 v. Chr. zurück. Es waren überwiegend Viehzüchter, die von der wichtigsten Kultur der Balearen stammend, sich weiterentwickelten: die Talayot-Kultur, die ihrerseits, von den verschiedenen Händlervölkern des Mittelmeeres sehr stark beeinflusst wurden.

### Zeit der Römer
Aus dieser Epoche, die von 123 v. Chr. bis 425 n. Chr. dauerte, sollte man besonders die römische Stadt von Sa Mesquida hervorheben, die einer der wenigen römischen Funde auf Mallorca ist.
425 beseitigten die germanischen Vandalen die römische Herrschaft. Mallorca wurde Teil des in Nordafrika gelegenen Vandalischen Königreiches.

### Mittelalter
534 eroberte der oströmische Feldherr Belisar die Insel. Mallorca wurde Teil des Oströmischen Reiches. Während der islamischen Expansion ging die Insel 707 an die Araber, deren Kultur auf Mallorca deutliche Spuren hinterlassen hat. Die Gemeinde Calvià war Teil des Verwaltungsgebietes von Juz’d’Ahwaz al-Madina. Seit dem Jahre 903 wurde Mallorca erst von den nordafrikanischen Almoraviden und später den Almohaden erobert, und somit Teil des Taifen-Königreiches.
Aber es war Jaume I. und sein Eroberungszug, der den stärksten Einfluss auf die mallorquinische Kultur hatte. Dieser katalanisch-aragonische König landete am 10. September 1229 in Santa Ponça und übertrug laut offizieller Schriften, wie dem „Llibre del Repartiment“, dem Bischof von Barcelona Berenguer de Palou den Besitz der Gemeinde Calvià und aller Nachbargemeinden. Diese Zone blieb also im Besitz des Königreiches und der Kirche, und diese Situation verursachte eine gewisse Spannung. Das Problem wurde später durch die Formel des „Pariatge“ gelöst. In dieser Zeit entstanden und wuchsen die Städte Calvià und Capdellà.
Die Stadt Calvià wurde als solche im Jahre 1285, während der Herrschaft Jaumes II., Sohn Jaumes I., gegründet. Jaume I. brachte den christlichen Glauben zurück nach Mallorca.

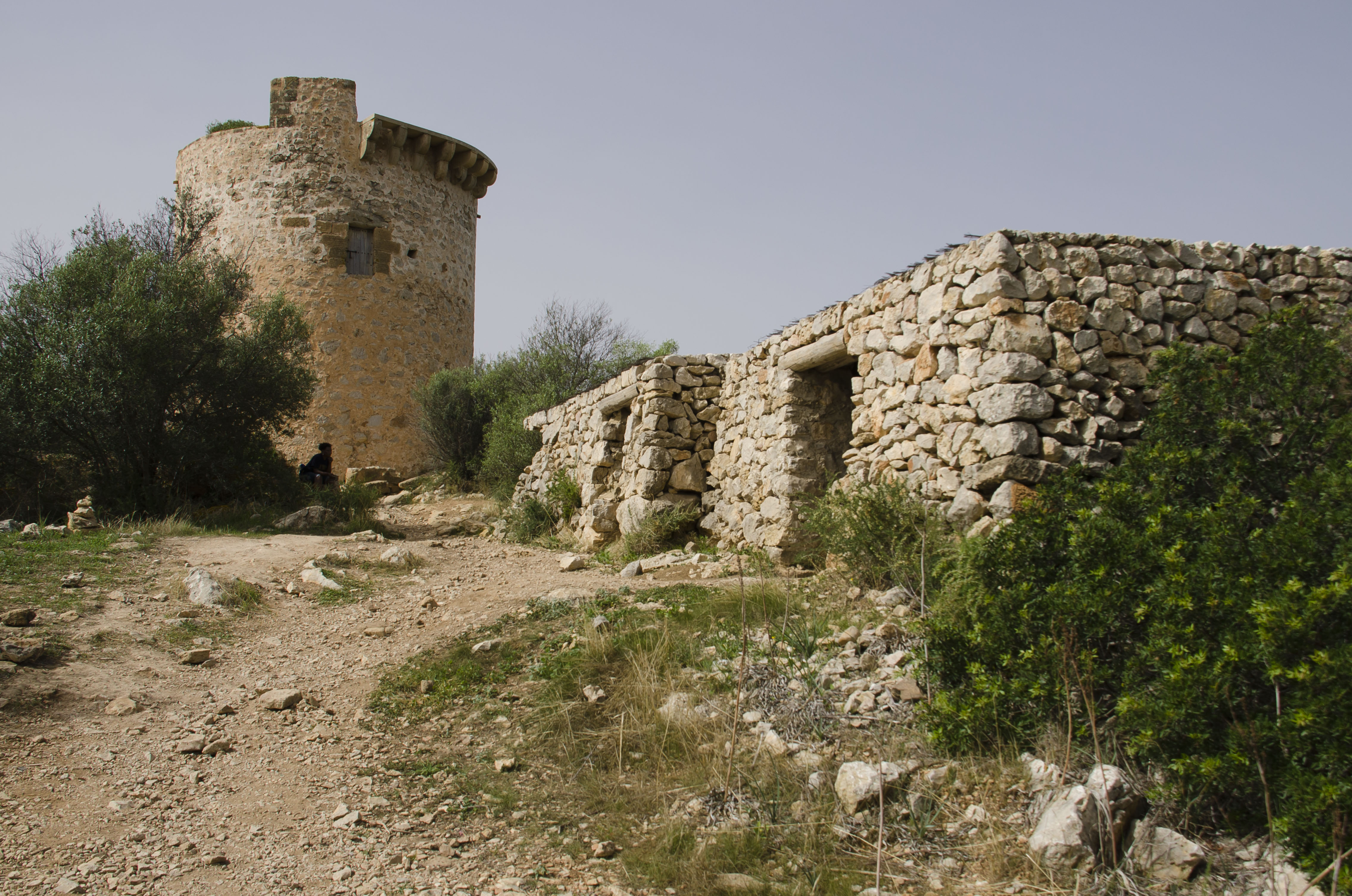
Torre de Cap Andritxol bei Peguera

Da die Insel im Mittelalter von zahlreichen nordafrikanischen Piraten heimgesucht wurde, war der Bau eines Verteidigungssystems notwendig, das auf der Errichtung zahlreicher Türme basierte. Im 16. Jahrhundert wurde von J. Binimelis ein Plan ausgearbeitet, der die Überprüfung der Standorte bereits errichteter Türme und die Festlegung neuer Standorte zum Ziel hatte. Von insgesamt 14 Türmen auf dem Gebiet der Gemeinden Calvià und Andratx sind heute noch 12 vorhanden.

### Das moderne Zeitalter
Im 16. Jahrhundert wurde Calvià endlich von der Beulenpest befreit, die in dieser Zeit für den Tod zahlreicher Menschen verantwortlich war. Anfang des achtzehnten Jahrhunderts gab es in dieser Zone eine anhaltende Dürreperiode und somit eine harte Hungersnot.
Im Jahre 1715 wurde Mallorca vom König Philipp V. regiert, der per Dekret (Nova Planta) und mit Hilfe der oberen Schichten die Kastellanisierung der Insel vorantrieb.

### Zeitgenössisches Zeitalter
Getrieben durch den Hunger und die chronische Armut, mussten viele Bewohner Calviàs im neunzehnten Jahrhundert nach Algerien, Kuba, Argentinien oder Frankreich auswandern.
Die Arbeiterbewegung hat im politischen Leben Calviàs immer eine wichtige Rolle gespielt. Ein Beweis dafür ist die Gründung der Arbeiterbewegung Calviàs im Jahre 1923, die zur Arbeitergewerkschaft gehörte. Später wurden zwei weitere Organisationen gegründet: Die Landwirtschaftsgewerkschaft Calviàs und die Brüderliche Arbeitergewerkschaft. Das politische Geschehen während der zweiten Republik charakterisierte sich durch das sozialistische Denken. Dieser Einfluss sollte viele Jahre andauern.

### Der Boom des Tourismus
Mit der Zunahme des Tourismus Anfang der 1960er Jahre nahm im gleichen Maße die regionale Landwirtschaft ab und Calvià wurde zu einem touristischen Zentrum.  Der Tourismus brachte zugleich eine rasche Entwicklung des Bau- und Dienstleistungssektors mit sich, was sich auch positiv den Arbeitsmarkt auswirkte; auch die Zuwanderung vom Festland nahm zu.

### Archäologische Funde
Die archäologischen Funde der Gemeinde Calviàs gehören zu den zahlreichsten und am besten katalogisierten der Insel. Calvià verfügt über eine der wertvollsten archäologischen Hinterlassenschaften, sowohl in der Art der Funde, als auch in der Qualität des ausgegrabenen Materials. Dank dieser Funde, konnte ein großer Teil der Vorgeschichte Santa Ponsas nachvollzogen werden. Dadurch konnte die Errichtung einer archäologisch geschützten Zone in Gang gesetzt werden und die baldige Schaffung eines archäologischen Parks: Der Park von Puig de sa Morisca.
Die wichtigsten archäologischen Fundstätten sind:
- Naveta Alemany
- Puig de Sa Morisca (Talaiòtisches Zeitalter)
- Turó de Ses Abelles (Ende des talaiòtischen Zeitalter)
- Sa Mesquida (Römisches Zeitalter)

| Jahr      | 1842  | 1877  | 1887  | 1900  | 1910  | 1920  | 1930  | 1940  | 1950  | 1960  | 1970  | 1981   | 1991   | 2001   | 2011   |
| --------- | ----- | ----- | ----- | ----- | ----- | ----- | ----- | ----- | ----- | ----- | ----- | ------ | ------ | ------ | ------ |
| Einwohner | 1.875 | 2.711 | 2.606 | 2.551 | 2.640 | 2.649 | 2.769 | 2.633 | 2.219 | 2.914 | 3.579 | 11.777 | 20.982 | 35.977 | 52.451 |

## Klima
In Calvià werden das ganze Jahr über Niederschläge registriert. Der trockenste Monat ist der Juli mit durchschnittlich 7,8 l/m². Die höchste Niederschlagsmenge verzeichnet man im Dezember mit 81,1 l/m². Die höchste Niederschlagsmenge wurde am 8. November 1950 registriert, an dem Tag fielen 150 l/m².
Sein angenehmes und stabiles Klima bietet eine durchschnittliche Temperatur von 27 °C im Sommer und von 14 °C im Winter. An durchschnittlich 300 Tagen pro Jahr scheint die Sonne auf ca. 145 km² Fläche und 54 km Küstenlänge.

## Flora und Fauna

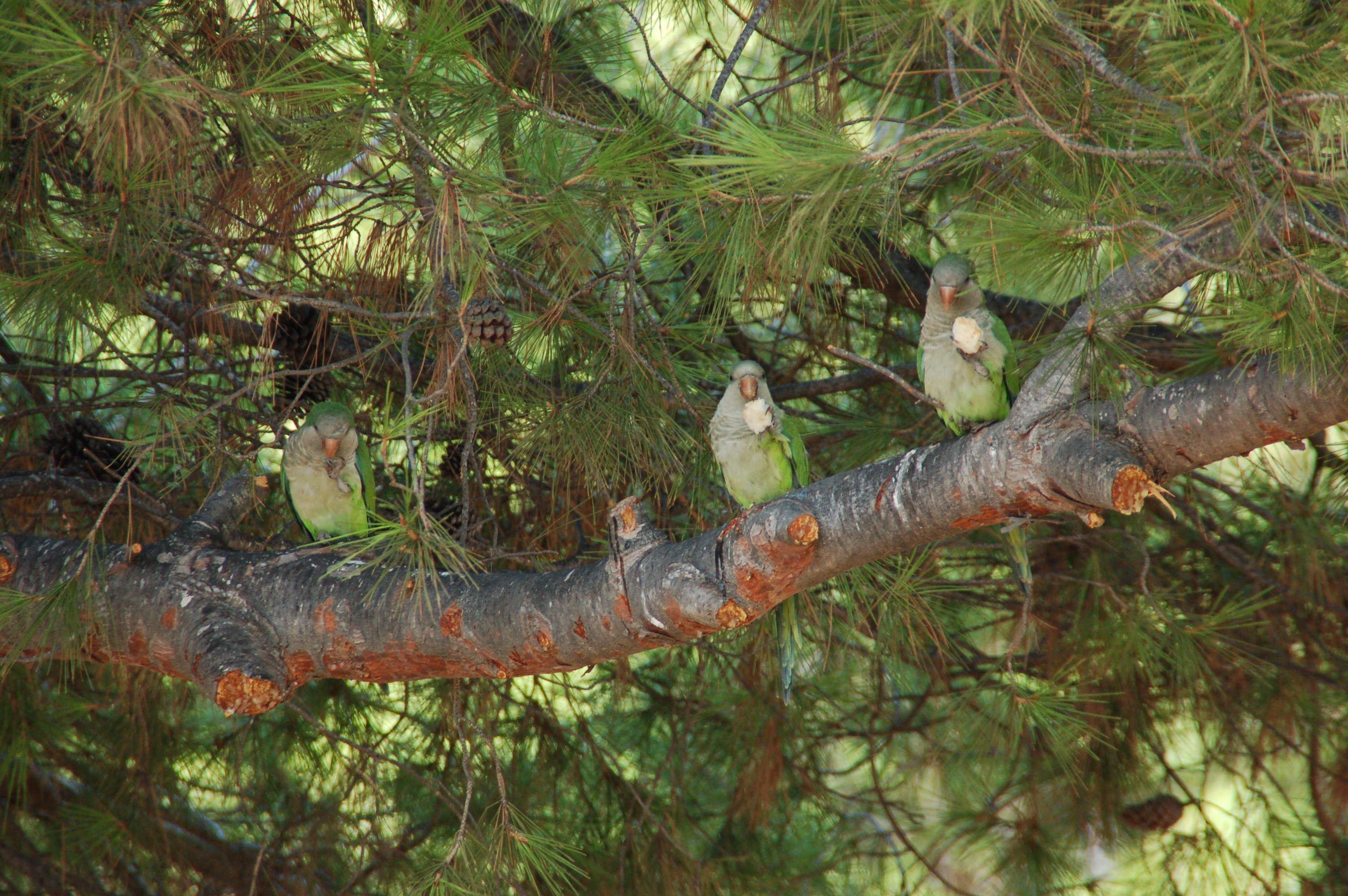
Mönchssittiche in Santa Ponsa

Aus der Artenvielfalt seiner Flora ragen besonders die so genannten „esclata-sang“ (eine Sorte von äußerst geschätzten, essbaren Pilzen), die Orchideen und die Stranddisteln (cardo de playa) hervor. Außerdem gibt es einige endemische Arten, wie zum Beispiel die so genannte „Saladina“ in Magaluf, oder die weißen Primeln (Primaveras blancas), die in der Nähe des Gipfels des Galatzó wachsen. Die Aleppo-Kiefer, der Johannisbrotbaum, der Mandelbaum, der Olivenbaum, oder der Feigenbaum sind einige der am weitesten verbreiteten Baumarten im Gemeindegebiet von Calvià. Außerdem gibt es eine Reihe von aromatischen Pflanzen, wie zum Beispiel Rosmarin, Thymian und andere, geschützte Arten, wie zum Beispiel die Zwergpalme, die Myrte oder den Sadebaum.
Im Bereich der Fauna in der Gemeinde Calvià ist besonders hervorzuheben, dass die Gegend zwischen Cala Figuera, Refeubetx, El Toro und der Inselgruppe Malgrats, aufgrund ihrer herausragenden Bedeutung als Nistplatz und als Aufwuchs Bereich für verschiedene interessante Arten von Seevögeln, auf internationaler Ebene anerkannt und zu einem „Bereich von besonderem Interesse für die Vogelfauna“ (Zona de Especial Interés para la Avifauna – ZEPA) erklärt wurde.
Die Küste von Calvià ist einer der am stärksten eingeschnittenen Küstenbereiche von Mallorca und besteht aus einer Vielzahl von Landzungen, Buchten, Landspitzen und kleinen Buchten. Und gegenüber der Küste, ist die Meerlandschaft mit zahlreichen Inseln und Felsformationen gespickt, wie zum Beispiel die Inseln El Toro, El Sec, Sa Porrassa, el d’en Sales, die die Inselgruppe Ses Illetes bilden, oder die Inseln d’Estenedor oder Sa Caleta.

## Wirtschaft und Tourismus
Die wirtschaftliche Grundlage Calviàs basiert überwiegend auf dem Tourismus.
Mehr als 1,4 Millionen Touristen besuchen Calvià jedes Jahr.
In der Gemeinde Calvià gibt es 267 Betriebe, die zur Tourismuswirtschaft gehören und insgesamt 123.982 Hotelbetten (Stand: 2005) in ihren Unterkünften bieten. Sie sind folgendermaßen aufgeteilt:
- 44.000 in Hotels
- 16.000 in Appartements
- 60.000 touristische Residenzen

Das Zusatzangebot wird wie folgt aufgezählt:
- 585 Kneipen oder Bars
- 386 Restaurants
- 1.145 Geschäfte
- 497 andere Dienstleistungen
- 61 Industriebetriebe

### Sanierungen und Maßnahmen
- Sanierungspläne

Die Sanierung und die Auflockerung der Bebauung in den touristischen Zentren von Calvià ist eine der ehrgeizigsten Initiativen im Rahmen der Agenda Local 21
Ziel der Sanierungspläne ist es, das Stadtbild in den touristischen Zentren der Gemeinde Calvià, das in den Zeiten des beginnenden Massentourismus an Stränden und entlang von Stränden entstanden ist, zu sanieren.
Durch Sprengung oder Abriss werden touristische Einrichtungen in der ersten Meereslinie beseitigt, die umwelt- oder wirtschaftsschädigend sind, beziehungsweise das Gesamtbild der Küste oder des Strandes empfindlich stören.
- Maßnahmen

Seit 1993 wurden mehr als 30 Maßnahmen ergriffen wie z. B. der Abriss von Gebäuden oder der Ankauf von Grundstücken durch die Gemeinde, um die Bebauung zu verhindern. Auf diese Weise wurden Gebäude auf einer Fläche von mehr als 13.500 m² abgerissen und 50.788 m² an Grundstücken aufgekauft. Die anschließende Verwendung der Grundstücke ist unterschiedlich: Der größte Teil wurde zu Parkplätzen, Grünzone oder Teil des bestehenden Paseo Marítimo.
- Abriss des Hotels Atlántic

Das Hotel Atlántic in Magaluf wurde 1996 abgerissen. So entstand in erster Meereslinie ein freier Raum als Grünzone.
- Abriss des Hotels Mimosa

Durch den Abriss des Hotels Mimosa in Peguera im März 2002 wurde ein Grünstreifen von 1200 m² gewonnen. Dieses Hotel, das in den 1950er Jahren gebaut wurde, war ein Beispiel für die typische Architektur aus der Zeit des ungebremsten touristischen Wachstums. Es hatte eine Kapazität von 30 Betten, war aber nie in Betrieb genommen worden. Die Gemeinde Calvià hat es bei einer Versteigerung im Jahre 2000 für 60 Mio. Pts. erworben.
- Abriss der Bar Montecarlo

Am 2. Februar 2001 wurde die Kioskbar Montecarlo in Santa Ponça abgerissen. Dadurch konnte das Straßenbild der calle Ramón de Montcada wesentlich verbessert werden.
- Ankauf von 3 Grundstücken in Santa Ponça

Im Oktober 2001 erwarb die Gemeinde Calvià 3 Baugrundstücke in erster Meereslinie in Nova Santa Ponça. Diese Fläche beträgt 4.595 m² und dort wird ein Aussichtsplatz auf die Malgrat-Inseln eingerichtet.

Insgesamt: Fläche der abgerissenen Gebäude: 13.559,14 m² Fläche der Grundstücke: 25.716,39 m²
- Ankauf von Baugrundstücken, um die Bebauung zu verhindern

Total: 50.788 m² wurden so aus der Bebauung herausgenommen.

## Sehenswürdigkeiten

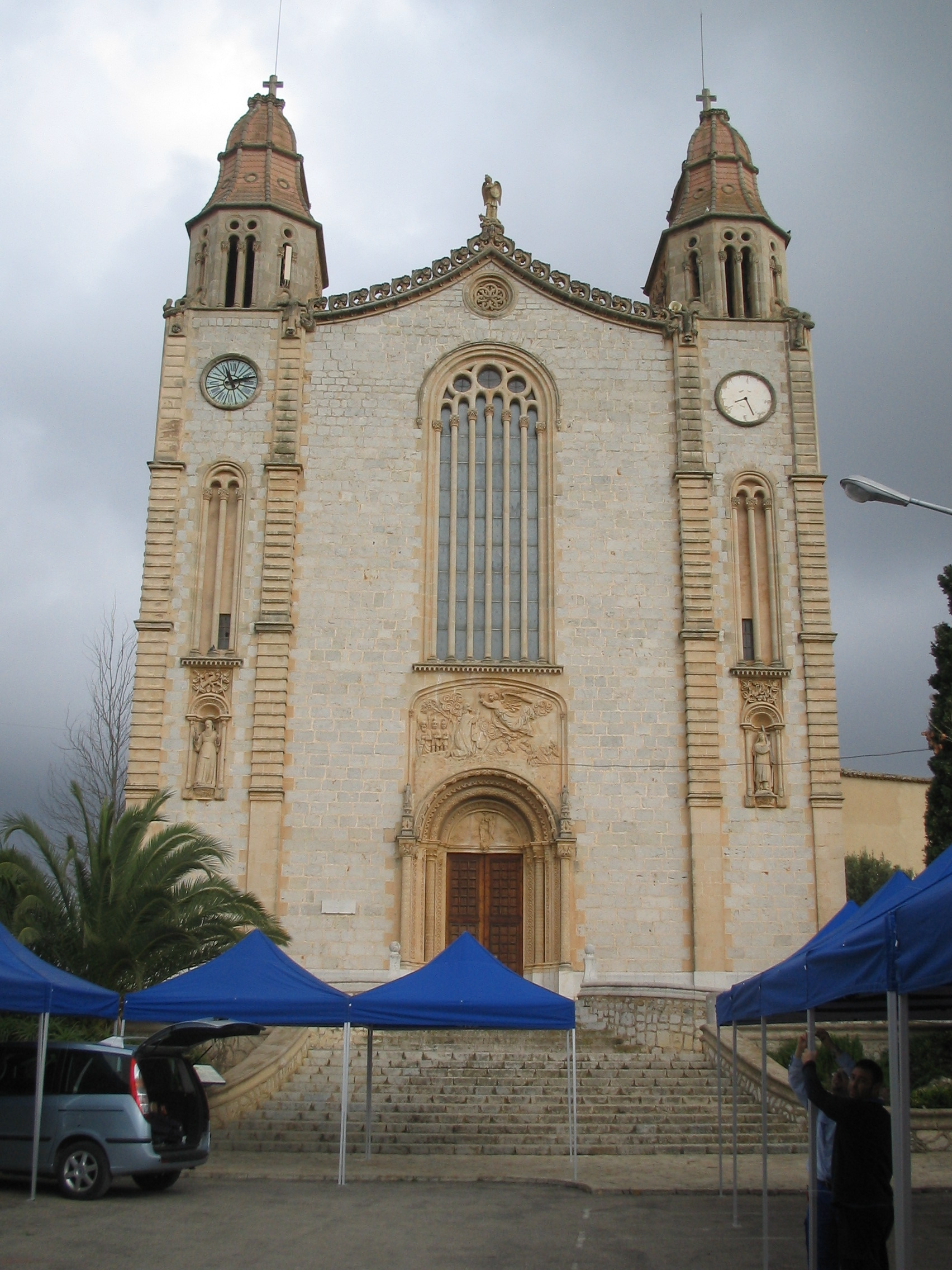
Sant Joan Baptista in Calvià

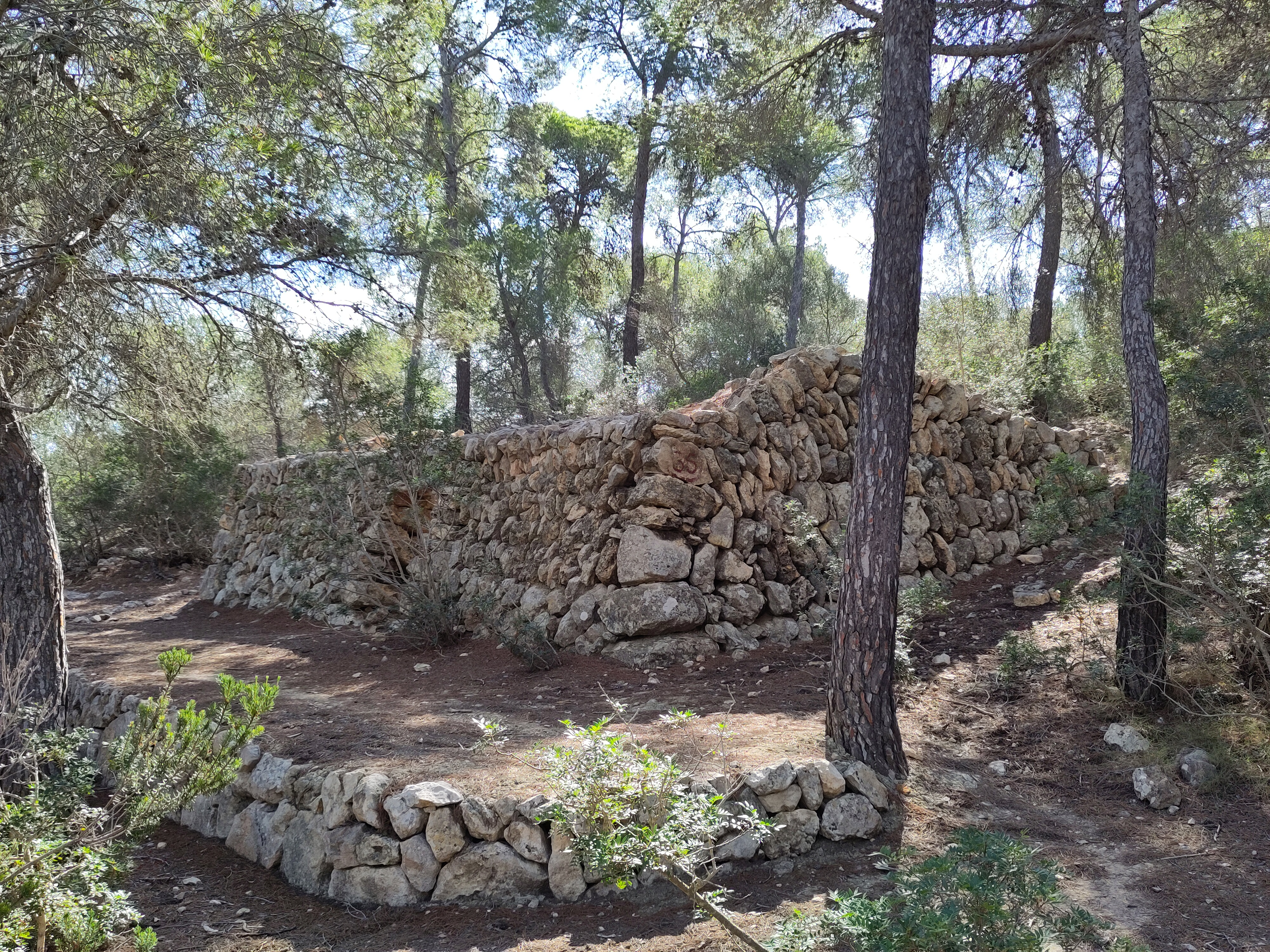
Barraca de Roter im Parc arqueològic

In der Gemeinde Calvià findet man eine große Anzahl alter Herrenhäuser, von sehr hohem kulturellem Wert, und die in diesem Teil der Insel eine lange Tradition haben. Man findet viele dieser großen Fincas rusticas in Santa Ponça, Bendinat, Son Roig, Galatzó usw. Ebenso kann man der Küste entlang viele der ehemaligen Wachtürme bewundern, die als Schutz vor Piraten dienten. Von den Orten sei Calvià selbst hervorzuheben, dessen Höhepunkt die monumentale Kirche Sant Joan Baptista ist.
Vom höchsten Berg der Gegend, der Galatzó (1026 Meter), kann man das gesamte Gebiet um Calvià überblicken. Dieser wunderbare Ausblick wird nur teilweise vom zweithöchsten Berg der Gegend unterbrochen, dem Esclop. Von hier aus kann man auch das Mittelmeer und die zahlreichen felsigen Küsten und kleinen Täler der Gemeinde betrachten.

### Strände
Strände und Badebuchten (Platges i Cales), die sich auf dem Gemeindegebiet von Calvià befinden: Casino de Palma, Ses Illetes, Cala Contesa, Portals Nous, Oratori de Portals, Son Caliu, Palma Nova (Morocco), Palma Nova, Son Matias (Cala Blanca), Magalluf, Cala Vinyes, Cala Falco, Cala Belle Dona, Portals Vells, Cala Penyes Roges, Calo d'en Pellicer, Santa Ponca, Cala Blanca, Peguera - Romana, Peguera - Tora, Peguera - Palmira, Cala Fornells, Cala Tropicana, Cala Murada und Cala Moreia. Zahlreiche Abschnitte wurden dank ihrer Qualität von der EU mit dem Öko-Siegel der Blauen Flagge ausgezeichnet.

### Wanderungen
Inmitten dieser Naturlandschaften gibt es mehr als 100 Kilometer an Landwegen, z. B. von Son Font nach Son Sastre; der Küstenweg zwischen La Romana (Peguera) und Santa Ponça; Pedreres de Ses Vinyes – Son Bugadelles – Son Pillo; Puig de na Morisca – Moll Nou; Puig de Zaragoza – Sa Vall Verda – Na Barratxeta; Refeubetx – Ses Barraques – Torà.
Mit seiner unverwechselbaren Silhouette thront dieser Berg über dem Gebirgszug der Serra de na Burguesa. Die Vegetation des Gebirges besteht, neben einer bedeutenden Anzahl von Aleppo-Kiefern, aus dem typisch mediterranen Bewuchs der so genannten garriga. In seinen Ausläufern gibt es etwa fünfzehn Quellen.

### Sport
Calvià verfügt über eine große Anzahl an öffentlichen und privaten Sportanlagen (Schwimmbäder, Golfplätze, Sporthäfen und Segelclubs, Tennisplätze, Reitanlagen, Fitness-Center, Fußballplätze etc.)
Calvià bietet darüber hinaus eine der interessantesten Unterwasserlandschaften auf der Insel Mallorca.
Das ganze Jahr über werden in Calvià nationale und internationale Sportereignisse organisiert: Golfturniere, der Internationale Marathonlauf von Calvià, Segelregatten und Radrennen.

### Sporthäfen
- Club Náutico Palmanova
  - Sporthafen mit 72 Liegeplätzen.
  - Lage:
  - Breite: 39º31’00’’N
  - Länge: 02º32’00’’E

- Puerto Portals
  - Sporthafen mit 670 Liegeplätzen.
  - Lage:
  - Breite: 39º32’00’’N
  - Länge: 02º35’00’’E

- Puerto Deportivo Port Adriano
  - Sporthafen mit 404 Liegeplätzen.
  - Lage:
  - Breite: 39º26’06’’N
  - Länge: 02º28’03’’E

- Club Náutico Santa Ponça
  - Sporthafen mit 522 Liegeplätzen.
  - Lage:
  - Breite: 39º30’00’’N
  - Länge: 02º28’00’’E

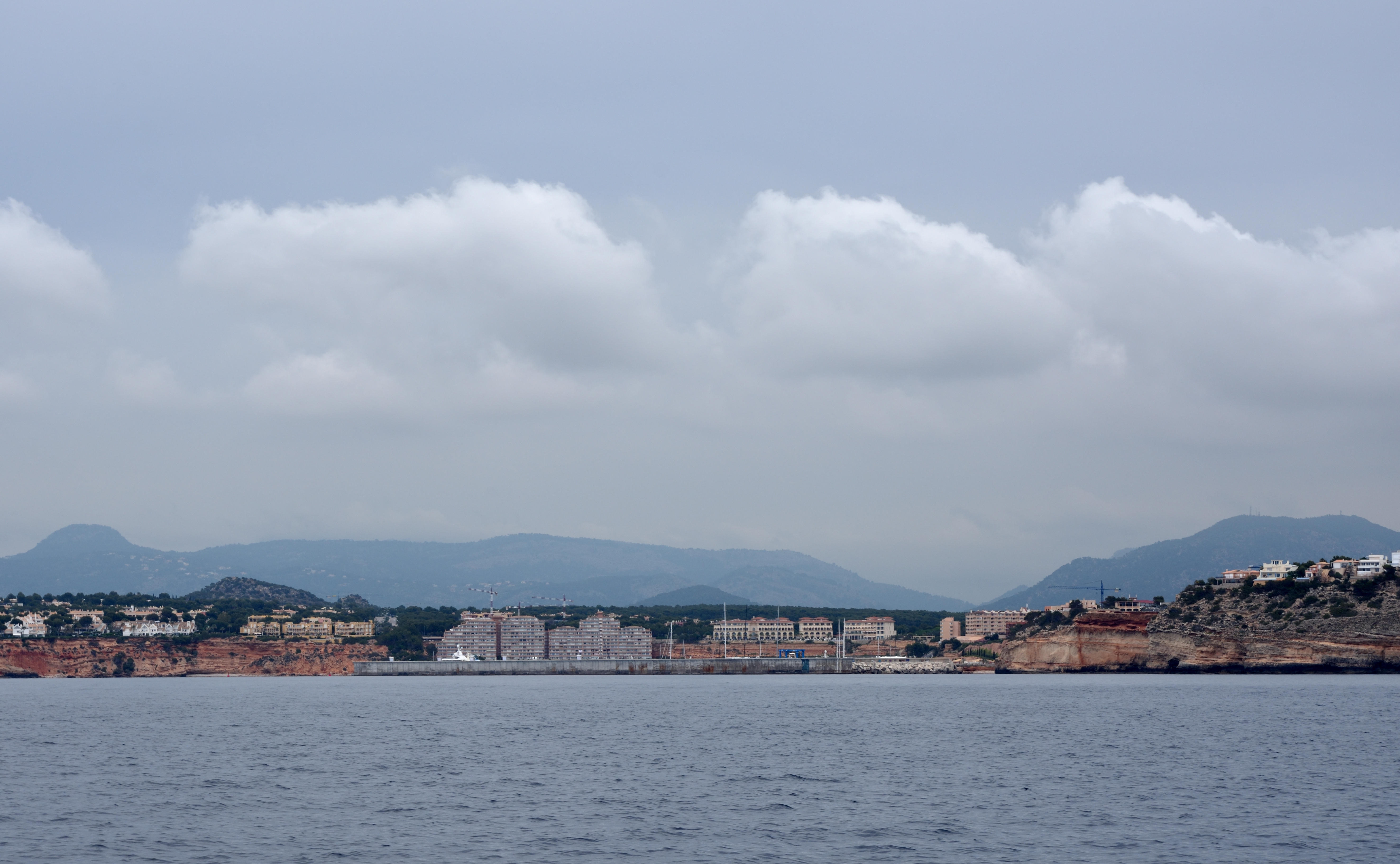
Port Adriano

- Embarcadero Deportivo Sol de Mallorca
  - Sporthafen mit 70 Liegeplätzen.

## Feste
Wie alle älteren traditionsreichen Gemeinden feiert Calvià seine traditionellen Feste und Bräuche. Die meisten dieser Feierlichkeiten haben einen historischen oder christlichen Hintergrund. Es entstanden aber trotzdem in den letzten Jahren Feste und Bräuche mit markiertem Freizeitcharakter, die dazu dienen, die Beziehungen zwischen der hiesigen Bevölkerung und den ausländischen Besuchern zu festigen. Diese Feierlichkeiten stimmen außerdem mit den verschiedenen Jahreszeiten überein.
- Heilige Drei Könige

Das Dreikönigsfest ist das von den Kindern am meisten erwartete Fest. Der Umzug der Heiligen Drei Könige besteht aus vielen verschiedenen Karossen und den zahlreichen weihnachtlichen Figuren. Die Könige ziehen durch die Gemeinde Calvià um Freude und Geschenke zu bringen.
- Alimara (Feste des Heiligen Antonius und Sebastian)

Am Heiligen Antonius und Sebastian, 17. und 20. Januar, werden überall auf Mallorca Lagerfeuer gemacht. Seit ein paar Jahren wurde in Calvià dieser Brauch wiedergewonnen. Neben der Kirche von Calvià Vila entzündet man die Alimara, das größte Feuer, auf dem der Teufel verbrannt wird; ringsherum macht man kleine Lagerfeuer, auf denen die Nachbarn Botifarrones und Sobrasada (mallorquinische Wurstspezialitäten) grillen. Diese wiedergewonnene Tradition wird seit 1952 kontinuierlich zelebriert, dem Jahr, in dem die Pest nicht die Bevölkerung Calviàs befiel, wie man glaubt, dank des Heiligen Sebastians.
- Carnestoltes

Ein paar Tage vor Ostern feiert man Karneval in den Siedlungen von Calvià. Es gibt Kostümwettbewerbe, einen Karneval für die Kleinen und einen für die Großen. Es ist ein guter Grund, um mit den Nachbarn und Freunden in Kontakt zu treten, in einem humorvollen Umfeld. Die Gewinner des Wettbewerbs bekommen eine bedeutende Prämie.
- Brotgabe und Engelssontag (Pà en Caritat y Diumenge de l’Àngel)

Nach den Ostern-Feierlichkeiten organisieren die Gemeinden kleine Ausflüge, an denen viele der Nachbarn teilnehmen. An diesem Tag werden alle übrig gebliebenen Osterspeisen wie Panades (Teigtaschen), Robiols (süßes Gebäck), oder Crespels brüderlich miteinander geteilt. Man verbringt gemeinsam den Tag, mit Spaß und Freude.
- Frühjahrsfest

Dieses Fest findet vor Beginn der Hochsaison und am Ende der Fortbildungskurse im Rathaus der Stadt Calvià statt. An diesem Tag wird das Rathaus von den Kursteilnehmern mit zahlreichen Blumen geschmückt, um den Beginn des Frühlings, bzw. des Sommers, d. h. der Hochsaison zu feiern.
- Heiliger Joan (Sant Joan)

San Joan Baptista ist der Hauptheilige der Gemeinde und daher ist dieser Tag ein wichtiger Feiertag in Calvià. In der Stadt Calvià werden vor allem aber die älteren Mitbürger geehrt: es findet eine Messe statt, es gibt regionale Tänze und alle Mitbürger über 70 werden zu einem Mandeleis mit Gebäck (ensaimada) eingeladen. Dieses Fest wird seit den fünfziger Jahren gefeiert.
- Heiliger Jaume (Sant Jaume)

Das Fest von Sant Jaume findet am 25. Juli statt und ist das größte der Stadt Calvià. Während der ganzen Woche zentriert sich die ganze Aufmerksamkeit der Stadt auf das Gelingen dieser Feierlichkeit und auf die Organisation verschiedener Aktivitäten und Veranstaltungen. Das einzige Ziel ist Spaß haben und die Dorfintegration zu fördern. Es werden viele Aktivitäten für Kinder, aber auch für Erwachsene organisiert: Kultur-, Sport- und Spielveranstaltungen, sowie religiöse Akte.
- König Jaume (Rei en Jaume)

Dieses wichtige Fest wird seit 1929 gefeiert, das Jahr des 700. Jubiläums.
- Sommerfeste

Während der Sommermonate werden überall in der Gemeinde Calvià Nachbarschaftsfeste mit der Unterstützung der Stadtverwaltung, organisiert. Sie werden genutzt um die Nachbarn besser kennenzulernen und die Teilnahme der verschiedenen Institutionen der Gemeinde zu fördern.

## Markt
- Wochenmarkt: Montags, auf der Carrer de Germans Montcada